# Hugh de Audley
Hugh de Audley, graaf van Gloucester, (circa 1291 - 10 november 1347) was een Engelse edelman, hoveling en militair. Hij was de enige favoriet van koning Eduard II van Engeland die diens bewind overleefde en speelde ook een belangrijke rol in de regering van koning Eduard III.

## Levensloop

### Herkomst en gunsteling van Eduard II
Hugh de Audley was de tweede zoon van baron Hugh Audley uit diens huwelijk met Isolt Mortimer, dochter van baron Edmund Mortimer en weduwe van Sir Walter de Balun. Zijn vader was een kleine baron met bezittingen in Gloucestershire en Oxfordshire en diende veelvuldig de Engelse kroon.
Vermoedelijk kwam hij via zijn vader aan het koninklijk hof terecht. In november 1311 werd Hugh de Audley voor het eerst genoemd als een tot ridder geslagen hoveling van koning Eduard II. Al snel klom hij op tot een van diens belangrijkste gunstelingen. In maart 1312 vertegenwoordigde hij de koning bij een vergadering van magnaten waarbij de Ordonnanties van de door Thomas van Lancaster aangevoerde adellijke oppositie werden besproken en in november 1313 kreeg hij van de koning grondbezit met levenslang nutsgebruik toegewezen. In 1315 werd hij als koninklijke bode opnieuw naar Thomas van Lancaster gezonden.
Als loyale en bekwame vertrouweling van Eduard II kreeg hij de toestemming om op 28 april 1317 te huwen met Margaretha de Clare (1293-1342), een nicht van de koning, weduwe van diens vroegere gunsteling Piers Gaveston en mede-erfgename van de omvangrijke bezittingen van de familie de Clare. Tussen 1316 en 1319 behoorde hij samen met Roger d'Amory en Hugh le Despenser de Jongere, beiden gehuwd met zussen van zijn echtgenote, tot een kleine groep gunstelingen die hoog in de gunst van de koning stonden en veel invloed op hem hadden. Vermoed wordt dat de Audley de minste invloed had. Hij verplichtte zichzelf om zijn hele leven voor de koning te werken en werd op 20 november 1317 als Baron Audley voor het eerst naar het Parlement van Engeland geroepen. Op dat moment bevond Engeland zich na de nederlaag in de oorlog tegen Schotland en een hongersnood in zware crisis, terwijl het nepotisme van de Engelse koning de positie van de adellijke oppositie onder leiding van Thomas van Lancaster versterkte. De vijandigheid van Lancaster naar de hovelingen toe domineerde de Engelse politiek tot in 1319 en zorgde ervoor dat Hugh de Audley in 1318 het koninklijk hof verliet.

### Van gunsteling naar rebel
Nadat hij het hof van Eduard II had verlaten, diende de Audley in het Engelse leger en in september 1319 nam hij deel aan het beleg van Berwick. In die periode begon Hugh le Despenser de Jongere, die inmiddels was opgeklommen tot favoriet van de koning, zich steeds hebzuchtiger te gedragen waarde Audley  het eerste slachtoffer van was. Despenser aasde op zijn bezittingen in Zuid-Wales, die hij via zijn echtgenote had geërfd en aan diens baronie Glamorgan grensden. In mei 1320 moest de Audley onder druk van de Engelse koning Wentloog en Newport Castle aan zijn zwager afstaan.
De hebzucht van Hugh le Despenser leidde in het voorjaar van 1321 tot de zogenaamde Despenser War, waarbij de edelen in de Welsh Marches in opstand kwamen tegen de koninklijke favoriet. Hugh de Audley sloot hij zich bij de opstand aan, net als zijn vijand Thomas van Lancaster. In april 1321 werden zijn bezittingen in beslag genomen door de koning en in de Slag bij Boroughbridge, waarbij de troepen van Lancaster beslissend werden verslagen, werd de Audley in maart 1322 gevangengenomen. Zijn echtgenote kon op het nippertje verhinderen dat hij geëxecuteerd zou worden. Niettemin bleef hij in gevangenschap tot in de herfst van 1326, toen de koning en Despenser de Jongere ten val werden gebracht. Onder de regering van koningin Isabella en Roger Mortimer werd de Audley in ere hersteld en kreeg hij het grootste deel van zijn bezittingen terug. Desondanks steunde hij in 1328 de opstand van Hendrik van Lancaster tegen het corrupte regime van Isabella en Mortimer. De revolte mislukte en in januari 1329 moest de Audley zich overgeven. Vervolgens werd hem een buitengewoon hoge boete van 10.000 pond opgelegd. Nadat koning Eduard III van Engeland eind 1330 de macht greep ten koste van Mortimer en Isabella, werden de Audley en zijn echtgenote van deze straf ontheven.

### Latere leven
Audley diende de nieuwe koning als trouwe hoveling. In 1331 werd hij als gezant naar Frankrijk gestuurd en midden jaren 1330 vocht hij in veldtochten tegen Schotland. Als dank voor zijn verdiensten werd hij in 1337 tot graaf van Gloucester benoemd, een titel die sinds de dood van zijn schoonbroer Gilbert de Clare in 1314 was uitgestorven. Ook daarna diende hij de Engelse koning nog; van 1337 tot 1338 nam hij deel aan de vergeefse belegering van Dunbar, in 1339 begeleidde hij de Engelse koning ten tijde van de Honderdjarige Oorlog naar Vlaanderen, in 1340 nam hij deel aan de Slag bij Sluis en in 1342 aan de veldtocht van de koning in Bretagne.
Hugh de Audley overleed in november 1347 en werd bijgezet in de priorij van Tonbridge. 

## Nakomelingen
Hugh de Audley en Margaretha de Clare kregen een dochter:
- Margaretha (overleden in 1348), huwde in 1336 met graaf Ralph Stafford.